# Dictadura constitucional
La dictadura constitucional es un término que denota la forma de gobierno dictatorial en la que el poder se concentra de manera autoritaria o totalitaria en las manos de un dictador o grupo de personas, controlando estos, directa o indirectamente, los poderes Legislativo, Ejecutivo y Judicial, por lo que no se asienta el principio de separación de poderes, requisito indispensable según Montesquieu y la corriente politológica mayoritaria para que la forma de gobierno se configure como Estado de derecho; junto con el requisito de la consagración constitucional de los derechos fundamentales aunque solo aplicaría en caso de que esta autoridad llegara a través de métodos no electorales. 
El mecanismo mediante el cual se mantiene el aparente respeto a los principios del Estado de Derecho a través de la fachada constitucional se denomina fraude constitucional: un ejemplo es el fraude electoral pero se debe tener mucho cuidado con esta concepción ya que muchos políticos lo usan con motivos de desprestigio y acusación falsa.
Eventualmente, "dictadura constitucional" también puede referirse a la forma de gobierno en la que los marcos constitucional y legal de un país establecen que el jefe de Estado de este, sea un "dictador", a través de mecanismos de gobierno que permitan el control por parte de este hacia los demás poderes del estado y permitan su reelección indefinida, lo que resulta que en este tipo de régimen suele dotar al dictador de un poder absoluto o por lo menos de una gran cuota de poder dentro del Estado y la administración pública.